# Royal Crossing Club de Schaerbeek

## Geschiedenis
In 1913 werd Crossing FC Ganshoren opgericht. Ganshoren is een gemeente in het noordwesten van het Brussels Hoofdstedelijk Gewest. De club sloot aan bij de voetbalbond en kreeg later stamnummer 451 toegekend. Bij het 25-jarig bestaan in 1938 werd de club koninklijk en heette Royal Crossing FC Ganshoren. In 1942, tijdens de Tweede Wereldoorlog, verscheen de club in de bevorderingsreeksen, aanvankelijk de Derde Klasse, vanaf 1952 de Vierde Klasse, waar de club tot 1959 speelde. De club veranderde in 1959 van naam en werd Royal Crossing Club Molenbeek en verhuisde naar Sint-Jans-Molenbeek. Datzelfde jaar promoveerde de club uit Bevordering naar Derde Klasse. De club zat in de lift en won drie seizoenen later zijn reeks. Zo mocht de club in 1962 voor het eerst van start in Tweede Klasse. In 1969 werd de club tweede in Tweede Klasse, met evenveel punten als winnaar AS Oostende.
De club fusioneerde dat jaar met Royal Cercle Sportif de Schaerbeek. RCS de Schaerbeek had in zijn geschiedenis verschillende seizoenen in Tweede Klasse gespeeld, maar speelde na de Tweede Oorlog in Derde en Vierde Klasse. In 1966 was deze club opnieuw weggezakt naar Vierde en in 1968 zakte de club als voorlaatste in zijn reeks uit de nationale afdelingen. De fusieclub heette Royal Crossing Club de Schaerbeek en ging in het Crossingstadion in Josaphatpark, Schaarbeek spelen onder stamnummer 55 van CS Schaerbeek. De ploeg, bijgenaamd de Ezels, had groen-wit als kleuren. Door de net behaalde tweede plaats van Crossing startte de fusieclub in 1969 in de Eerste Klasse. De club speelde vier seizoenen in de hoogste afdeling, maar eindigde telkens in de degradatiezone. In 1973 eindigde RCC de Schaerbeek uiteindelijk afgetekend laatste en zakte terug naar Tweede Klasse. De club zakte nu snel weer weg. Na twee seizoenen in Tweede volgde in 1975 immers alweer een degradatie naar Derde en in 1980 zakte de club naar Vierde Klasse. In 1983 werd de club roemloos laatste in zijn reeks, met slechts 4 punten (één zege en twee gelijke spelen) in 30 wedstrijden en zakte weg naar Eerste Provinciale.
De club verliet in 1983 het Crossingstadion en verhuisde naar Elewijt. De nieuwe clubnaam werd Royal Crossing Elewijt. De club speelde verder in de hogere provinciale reeksen, maar slaagde er niet meer in de nationale bevorderingsreeksen te bereiken. Crossing Elewijt won in 1988 wel de Beker van Brabant. In 1991 fusioneerde club uiteindelijk met een andere Elewijtse ploeg, VV Elewijt. VV Elewijt speelde in de lagere provinciale reeksen en had als hoogtepunt een seizoen een top-5 plaats behaald in Tweede Provinciale. De fusieclub heette KVV Crossing Elewijt (afgekort KCVV Elewijt), maar zakte wel weg tot in de allerlaagste provinciale voetbalreeksen.

## Resultaten

### Tabel
| Seizoen                                                                                               | Klasse | Klasse | Klasse | Klasse | Klasse | Klasse | Klasse | Klasse | Reeks                                     | Punten                                    | Opmerkingen                               |
| | I      | II     | P.II   | P.III  |        |        |        |        |                                           |                                           |                                           |
| --- | ------ | ------ | ------ | ------ | ------ | ------ | ------ | ------ | ----------------------------------------- | ----------------------------------------- | ----------------------------------------- |
| Als Crossing FC Ganshoren                                                                             |        |        |        |        |        |        |        |        |                                           |                                           |                                           |
| 1925/26                                                                                               |        |        |        | 1      |        |        |        |        | 3e Prov. B Brab.                          | 33                                        |                                           |
| | I      | II     | III    | P.II   | P.III  |        |        |        | Vanaf 1926/27 zijn er 3 nationale niveaus | Vanaf 1926/27 zijn er 3 nationale niveaus | Vanaf 1926/27 zijn er 3 nationale niveaus |
| 1926/27                                                                                               |        |        |        | 4      |        |        |        |        | 2e Prov. Brab.                            | 28                                        |                                           |
| 1927/28                                                                                               |        |        |        | 1      |        |        |        |        | 2e Prov. Brab.                            | 33                                        |                                           |
| 1928/29                                                                                               |        |        |        | 6      |        |        |        |        | 2e Prov. Brab.                            | 23                                        |                                           |
| 1929/30                                                                                               |        |        |        | 5      |        |        |        |        | 2e Prov. Brab.                            | 26                                        |                                           |
| 1930/31                                                                                               |        |        |        | 6      |        |        |        |        | 2e Prov. Brab.                            | 24                                        |                                           |
| 1931/32                                                                                               |        |        |        | 7      |        |        |        |        | 2e Prov. Brab.                            | 29                                        |                                           |
| 1932/33                                                                                               |        |        |        | ?      |        |        |        |        | 2e Prov. Brab.                            | ?                                         |                                           |
| 1933/34                                                                                               |        |        |        | 7      |        |        |        |        | 2e Prov. Brab.                            | 27                                        |                                           |
| 1934/35                                                                                               |        |        |        | 7      |        |        |        |        | 2e Prov. Brab.                            | 27                                        |                                           |
| 1935/36                                                                                               |        |        |        | 14     |        |        |        |        | 2e Prov. Brab.                            | 17                                        |                                           |
| 1936/37                                                                                               |        |        |        | 8      |        |        |        |        | 2e Prov. Brab.                            | 28                                        |                                           |
| 1937/38                                                                                               |        |        |        | 5      |        |        |        |        | 2e Prov. Brab.                            | 31                                        |                                           |
| Als Royal Crossing FC Ganshoren                                                                       |        |        |        |        |        |        |        |        |                                           |                                           |                                           |
| 1938/39                                                                                               |        |        |        | 11     |        |        |        |        | 2e Prov. Brab.                            | 19                                        |                                           |
| 1939/40                                                                                               |        |        |        | 1      |        |        |        |        | 2e Prov. Brab.                            | 18                                        |                                           |
| 1940/41                                                                                               |        |        |        | 5      |        |        |        |        | 2e Prov. Brab.                            | 12                                        |                                           |
| 1941/42                                                                                               |        |        |        | 1      |        |        |        |        | 2e Prov. Brab.                            | 38                                        |                                           |
| 1942/43                                                                                               |        |        | 13     |        |        |        |        |        | Bevordering D                             | 21                                        |                                           |
| 1943/44                                                                                               |        |        | 12     |        |        |        |        |        | Bevordering A                             | 18                                        |                                           |
| 1944/45                                                                                               |        |        |        |        |        |        |        |        |                                           |                                           | Geen competitie door Wereldoorlog II      |
| 1945/46                                                                                               |        |        | 10     |        |        |        |        |        | Bevordering C                             | 35                                        |                                           |
| 1946/47                                                                                               |        |        | 7      |        |        |        |        |        | Bevordering B                             | 38                                        |                                           |
| 1947/48                                                                                               |        |        | 9      |        |        |        |        |        | Bevordering B                             | 30                                        |                                           |
| 1948/49                                                                                               |        |        | 13     |        |        |        |        |        | Bevordering A                             | 22                                        |                                           |
| 1949/50                                                                                               |        |        | 10     |        |        |        |        |        | Bevordering C                             | 29                                        |                                           |
| 1950/51                                                                                               |        |        | 11     |        |        |        |        |        | Bevordering A                             | 29                                        |                                           |
| 1951/52                                                                                               |        |        | 6      |        |        |        |        |        | Bevordering A                             | 34                                        | Degradatie door competitiehervorming      |
| | I      | II     | III    | IV     | P.I    | P.II   | P.III  | P.IV   | Vanaf 1952/53 zijn er 4 nationale niveaus | Vanaf 1952/53 zijn er 4 nationale niveaus | Vanaf 1952/53 zijn er 4 nationale niveaus |
| 1952/53                                                                                               |        |        |        | 4      |        |        |        |        | Vierde Klasse B                           | 36                                        |                                           |
| 1953/54                                                                                               |        |        |        | 8      |        |        |        |        | Vierde Klasse C                           | 29                                        |                                           |
| 1954/55                                                                                               |        |        |        | 2      |        |        |        |        | Vierde Klasse B                           | 39                                        |                                           |
| 1955/56                                                                                               |        |        |        | 3      |        |        |        |        | Vierde Klasse C                           | 37                                        |                                           |
| 1956/57                                                                                               |        |        |        | 2      |        |        |        |        | Vierde Klasse B                           | 45                                        |                                           |
| 1957/58                                                                                               |        |        |        | 7      |        |        |        |        | Vierde Klasse B                           | 34                                        |                                           |
| 1958/59                                                                                               |        |        |        | 1      |        |        |        |        | Vierde Klasse A                           | 43                                        |                                           |
| Als Royal Crossing Club Molenbeek                                                                     |        |        |        |        |        |        |        |        |                                           |                                           |                                           |
| 1959/60                                                                                               |        |        | 5      |        |        |        |        |        | Derde Klasse A                            | 37                                        |                                           |
| 1960/61                                                                                               |        |        | 3      |        |        |        |        |        | Derde Klasse B                            | 36                                        |                                           |
| 1961/62                                                                                               |        |        | 1      |        |        |        |        |        | Derde Klasse B                            | 44                                        |                                           |
| 1962/63                                                                                               |        | 5      |        |        |        |        |        |        | Tweede Klasse                             | 35                                        |                                           |
| 1963/64                                                                                               |        | 13     |        |        |        |        |        |        | Tweede Klasse                             | 26                                        |                                           |
| 1964/65                                                                                               |        | 7      |        |        |        |        |        |        | Tweede Klasse                             | 31                                        |                                           |
| 1965/66                                                                                               |        | 9      |        |        |        |        |        |        | Tweede Klasse                             | 29                                        |                                           |
| 1966/67                                                                                               |        | 3      |        |        |        |        |        |        | Tweede Klasse                             | 39                                        |                                           |
| 1967/68                                                                                               |        | 13     |        |        |        |        |        |        | Tweede Klasse                             | 23                                        |                                           |
| 1968/69                                                                                               |        | 2      |        |        |        |        |        |        | Tweede Klasse                             | 41                                        |                                           |
| Als Royal Crossing Club de Schaerbeek (fusie van Royal Crossing Club Molenbeek met RCS de Schaerbeek) |        |        |        |        |        |        |        |        |                                           |                                           |                                           |
| 1969/70                                                                                               | 13     |        |        |        |        |        |        |        | Eerste Klasse                             | 23                                        |                                           |
| 1970/71                                                                                               | 12     |        |        |        |        |        |        |        | Eerste Klasse                             | 24                                        |                                           |
| 1971/72                                                                                               | 14     |        |        |        |        |        |        |        | Eerste Klasse                             | 24                                        |                                           |
| 1972/73                                                                                               | 16     |        |        |        |        |        |        |        | Eerste Klasse                             | 13                                        |                                           |
| 1973/74                                                                                               |        | 12     |        |        |        |        |        |        | Tweede Klasse                             | 26                                        |                                           |
| 1974/75                                                                                               |        | 16     |        |        |        |        |        |        | Tweede Klasse                             | 16                                        |                                           |
| 1975/76                                                                                               |        |        | 3      |        |        |        |        |        | Derde Klasse A                            | 34                                        |                                           |
| 1976/77                                                                                               |        |        | 4      |        |        |        |        |        | Derde Klasse A                            | 33                                        |                                           |
| 1977/78                                                                                               |        |        | 10     |        |        |        |        |        | Derde Klasse B                            | 29                                        |                                           |
| 1978/79                                                                                               |        |        | 3      |        |        |        |        |        | Derde Klasse A                            | 38                                        |                                           |
| 1979/80                                                                                               |        |        | 16     |        |        |        |        |        | Derde Klasse B                            | 14                                        |                                           |
| 1980/81                                                                                               |        |        |        | 5      |        |        |        |        | Vierde Klasse B                           | 30                                        |                                           |
| 1981/82                                                                                               |        |        |        | 9      |        |        |        |        | Vierde Klasse B                           | 29                                        |                                           |
| 1982/83                                                                                               |        |        |        | 16     |        |        |        |        | Vierde Klasse B                           | 4                                         |                                           |

## Bekende spelers

### Als Royal Crossing Club Molenbeek
- Rik Coppens (1962–67)

### Als R. Crossing Club de Schaerbeek
- Josef Masopust (1968–70)
- Georges Leekens (1970–71)